# Hreinn Halldórsson
Hreinn Halldórsson (3 marzo 1949) è un ex pesista islandese, campione europeo indoor nel 1977.

## Palmarès
| Anno | Manifestazione   | Sede          | Evento           | Risultato | Misura  | Note |
| ---- | ---------------- | ------------- | ---------------- | --------- | ------- | ---- |
| 1973 | Europei juniores | Duisburg      | Getto del peso   | 11º       | 13,96 m |      |
| 1973 | Europei juniores | Duisburg      | Lancio del disco | 12º       | 41,16 m |      |
| 1976 | Olimpiadi        | Montréal      | Getto del peso   | 15º       | 18,93 m |      |
| 1977 | Europei indoor   | San Sebastián | Getto del peso   | Oro       | 20,59 m |      |
| 1978 | Europei          | Praga         | Getto del peso   | 7º        | 19,34 m |      |
| 1980 | Olimpiadi        | Mosca         | Getto del peso   | 10º       | 19,55 m |      |
| 1981 | Europei indoor   | Grenoble      | Getto del peso   | 6º        | 19,15 m |      |